# 埃斯讷
埃斯讷（法語：Esneux，法語發音：[ɛsnø]）是比利时瓦隆大区列日省列日區的一个市镇，通行法语，是比利时法语社群的一部分，人口12,889人（2018年）。